# گیاه‌پارچ توموریانا
گیاه‌پارچ توموریانا (نام علمی: Nepenthes tomoriana)، یک گونه از سرد گیاه‌پارچ‌ها است.